# Konståret 1961

## Händelser

### Maj
- Maj - Första numret av tidningen Archigram kommer ut.

### Okänt datum
- Claes Oldenburg öppnar The Store (en affär för sin konst) i New York.
- Föreningen Sveriges konsthantverkare och industriformgivare grundades.
- Museum of Early American Folk Arts grundades.

## Priser och utmärkelser
- Prins Eugen-medaljen tilldelas Evert Lundquist, målare, Tor Bjurström, målare, Sven Markelius, arkitekt, Hans Wegner, dansk möbeldesigner, och Dora Jung, finländsk konsthantverkare.
- Friedrich Hundertwasser erhåller Mainichi-priset vid den 6:e Internationella Konstutställningen i Tokyo.

## Verk
- Number 14 - Mark Rothko
- I Love You with My Ford - James Rosenquist

## Utställningar
- Rörelse i konsten på Moderna Museet i Stockholm med konstnärer som Jean Tinguely, Alexander Calder och Robert Rauschenberg.
- Efter Köpenhamn 1935, London 1936, Paris 1938, Mexico City 1940, New York 1942, Paris 1947, Prag 1947, Paris 1959 och New York 1960 öppnar i maj en tionde internationell surrealistutställning, Mostra internazionale del surrealismo i Milano på Galleria Schwarz. Utställningen förestås av André Breton och är organiserad av José Pierre och Tristan Sauvage. 19 bildkonstnärer medverkar, däribland Wolfgang Paalen, Meret Oppenheim, Max Walter Svanberg och Toyen.[1]

## Födda
- 30 mars - Esbjörn Jorsäter, svensk tecknare och författare.
- 5 maj - Maria Blom Cocke, svensk sångare och konstnär.
- 15 maj - Jeff Dee, amerikansk tecknare och spelkonstruktör.
- 21 maj - Akin Düzakin, turkisk-norsk illustratör.
- 28 maj - Joakim Pirinen, svensk serieskapare, konstnär, författare och dramaturg.
- 16 augusti - Michaëla de la Cour, svensk formgivare.
- 30 augusti - Jan Svenungsson, svensk konstnär och musiker, verksam i Berlin.
- 29 september - Jan Cardell, svensk skulptör.
- 26 november - Wes Archer, amerikansk regissör av animerade TV-serier.
- 28 november - Alvar Gullichsen, finländsk popkonstnär.
- okänt datum - Peter Nilsson, svensk konstnär.
- okänt datum - Susanne Nygårds, svensk konstnär.
- okänt datum - Ulf Rollof, svensk konstnär.
- okänt datum - Katinka Husberg, svensk konstnär.
- okänt datum - Clay Ketter, amerikansk, i Sverige verksam, skulptör och målare.
- okänt datum - Fateme Gosheh, svensk konstnär.
- okänt datum - Marie Almqvist, svensk konstnär,
- okänt datum - Carolina Thorell, svensk konstnär och författare.
- okänt datum - Joel Toft, svensk konstnär (målare).
- okänt datum - Tony Warren, svensk-amerikansk konstnär.
- okänt datum - Ann Carlsson Korneev, svensk skulptör.
- okänt datum - Lena Hopsch, svensk skulptör.
- okänt datum - Øssur Mohr, färöisk konstnär.
- okänt datum - Dan Perjovschi, rumänsk konstnär.
- okänt datum - Carsten Höller, tysk konstnär och doktor i biologi
- okänt datum - Seen, amerikansk graffitikonstnär.
- okänt datum - Rirkrit Tiravanija, argentinsk konstnär verksam i New York, Berlin och Bangkok.
- okänt datum - Stefan Nagy (död 2008), svensk serieskapare och illustratör.
- okänt datum - Torbjörn Lagerwall, svensk illustratör och grafisk formgivare.

## Avlidna
- 22 maj – Yngve Lundström (född 1885), svensk konstnär, dekorationsmålare och restauratör.
- 24 september – Anna Casparsson (född 1861), svensk pianist och textilkonstnär.
- 20 november – Reinhold von Rosen, (född 1894), svensk grafiker, tecknare och målare.